# مارتن برايس
مارتن برايس (بالإنجليزية: Martin Jessop Price)‏ هو عالم عملات بريطاني، ولد في 27 مارس 1939 في لندن في المملكة المتحدة، وتوفي بنفس المكان في 29 أبريل 1995.